# La Cézille
La Cézille est un hameau de la commune de Bassins, dans le canton de Vaud, en Suisse.

## Histoire
En 1878, on découvrit un cimetière bourgonde, au Châtillon, démontrant qu'une grande nécropole occupait La Cézille et les hauts de la colline.

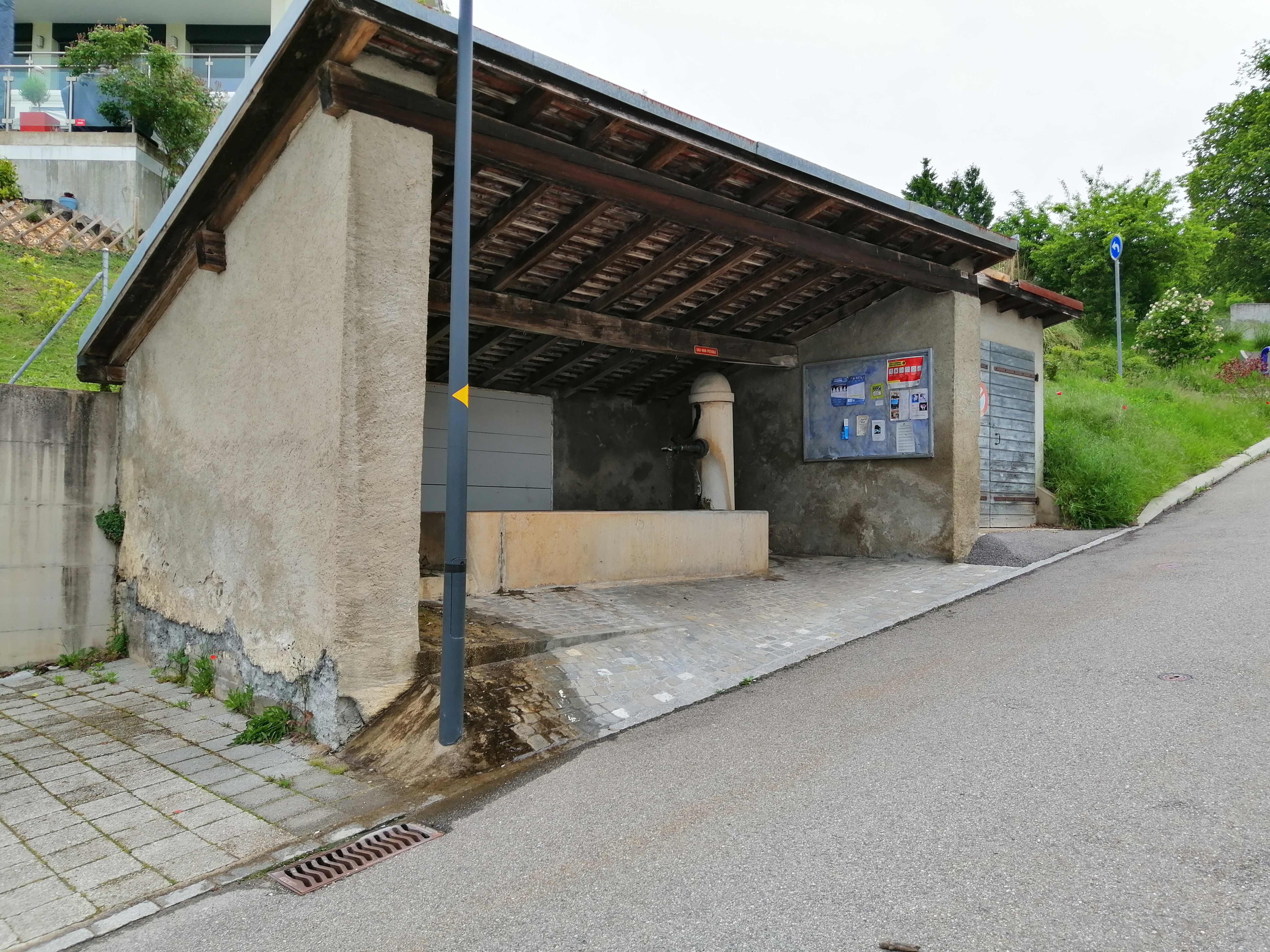
Vue de la fontaine de La Cézille

## Transports

### Lignes de transports publics
La Cézille est desservie par la ligne de CarPostal Nyon, gare – Saint-George, village (820), aux arrêts de bus Begnins, La Cézille.